# 小行星2075
小行星2075（2075 Martinez）是一颗围绕太阳公转的小行星。1974年11月9日，菲利克斯·阿吉拉爾天文台在圣胡安省发现了此天体。
該小行星以阿根廷天文學家雨果·阿圖羅·馬丁內茲（Hugo Arturo Martinez）命名。
这颗小行星的绝对星等为354.869258159697等。